# Аркаиц
Аркаиц (арм. Արքայից) — гавар провинции Мокк Великой Армении. На сегодняшний день территория исторического гавара Ишоца находится в границах Турции.

## География
Аркаиц находится на юге провинции Мокк. На северо-западе Аркаиц граничит с гаваром Ишайр провинции Мокк, на северо-востоке − с гаваром Джермадзор, на востоке − с гаваром Аргастаовит провинции Мокк, а юге − с гаваром Кордук провинции Корчайк. 
На юге естественной границей являются Кордукские горы (арм. Կորդվաց լեռներ).
По территории Ишоца протекает один из притоков реки Тигр. 